# Дадиомов, Владимир Ильич
Дадиомов Владимир Ильич (бел. Уладзімір Ільіч Дадзіёмаў; 8 января 1924, Новая Белица, Гомельская губерния — 25 ноября 1983, Минск) — советский писатель. Отец актёра Владимира Станкевича.

## Биография
Родился в семье рабочего. Отец — Ицка Лейба Вульфович — работал кожевником, сортировщиком, техником, директором кожевенных предприятий; после войны возглавлял Государственную инспекцию БССР по качеству сырья.
Владимир Ильич учился в Минском Коммунистическом институте журналистики (КИЖ), Гомельском педагогическом институте, Гродненском педагогическом институте. Окончил Высшие литературные курсы в Москве (1958). Участник Великой Отечественной войны. Рядовой пехоты, разведчик, корректировщик миномётной батареи. 1941—1942 литсотрудник газеты «За советскую нефть» (Астрахань). С 1943 года литсотрудник военной газеты «Отпор врагу», дивизионной газеты «Гвардейский натиск», гвардии лейтенант. Принимал участие в боях на Дону, на Курской дуге, в форсировании Днепра, в освобождении Польши, Румынии, Венгрии, Болгарии, Австрии и Югославии. Был ранен возле озера Балатон (Венгрия). Награждён орденом Красной Звезды (1944,) и медалями «За отвагу» (1943), «За взятие Будапешта» (1945), «За победу над Германией в Великой Отечественной войне 1941—1945 гг.» (1945). После войны литсотрудник газеты «Волга» (1946—1947), литсотрудник газеты «Речник Белоруссии» (1947), корреспондент газеты «Чырвоная змена» (1947—1951), Белорусского радио (1951—1954), литературный сотрудник журнала «Колхозник Белоруссии» (1954—1956). В 1959—1964 собственный корреспондент «Литературной газеты» по БССР. Печатался с 1943.

## Произведения
- «Жлобинские молодогвардейцы» (1950)
- «Над Нёманом» (1955)
- «Люди великой стройки» (1960)
- «Доярка Лидия Асиюк» (1961)
- «Белоозёрский дневник» (1963)